# Сопрано (рапър)
Сопрано, роден Саид Мрумбаба (Saïd M'Roumbaba), е френски рапър, по произход от Коморските острови.
Той е сред малкото френски рапъри, пеещи не за комерсиалните неща в живота, а за проблемите, които срещаме всеки ден.

## Биография
Саид Мрумбаба е роден в Марсилия на 14 януари 1979 г.
Занимава се с музика от 1995 г., с псевдонима KDB (или Kid Dog Black). Саид, братовчедите му и негов съученик сформират групата PSY 4 de la Rime.
След време променя името си на Сопрано (на героя Тони Сопрано от сериала „Семейство Сопрано“). По-късно сформира звукозаписна компания (лейбъл) под името Street Skillz.

## Дискография
С групата си
- 2002: Block Party
- 2005: Enfants De La Lune

Соло албуми
- 2004: We Copy The Remix
- 2006: Psychanalyse Avant L'Album
- 2006: Now or Never
- 2007: Puisqu'il Faut Vivre
- 2008: Live au Dome de Marseille
- 2010: La Colombe
- 2011: Le Corbeau

Фючеринг
- 2004: Mains Pleines de Ciment
- 2005: Mains Pleines de Ciment 2